# إسماعيل بن جعفر
إِسْمَاعِيلْ بْنْ جَعْفَرْ بْنْ مُحَمَّدْ بْنْ عَلِي بْنْ اَلْحُسَيْنْ بْنْ عَلِي الهَاشِمِيِّ القُرَشِيِّ، من كبار علماء المسلمين وهو أكبر أبناء جعفر الصادق والإمام السابع عند الشيعة الإسماعيلية ولد في المدينة المنورة وتوفي فيها ودفن بجوار أجداده محمد الباقر وزين العابدين وجده من جهة أمه الإمام الحسن السبط.

## نسبه وسيرته
هو إسماعيل بن جعفر الصادق بن محمد الباقر بن علي زين العابدين بن الحسين بن علي بن أبي طالب بن عبد المطلب بن هاشم بن عبد مناف بن قصي بن كلاب بن مرة بن كعب بن لؤي بن غالب بن فهر بن مالك بن النضر جد قريش بن كنانة بن خزيمة بن مدركة بن إلياس بن مضر بن نزار بن معد بن عدنان بن أدد.
أمه فاطمة بنت الحسين الاَثرم بن الحسن بن علي بن أبي طالب بن عبد المطلب بن هاشم بن عبد مناف بن قصي بن كلاب بن مرة بن كعب بن لؤي بن غالب بن فهر بن مالك بن النضر جد قريش بن كنانة بن خزيمة بن مدركة بن إلياس بن مضر بن نزار بن معد بن عدنان، ولد في المدينة المنورة عام 110 ھـ وتوفي في سنة 138 ھـ قبل أبيه جعفر الصادق في العريض،[بحاجة لمصدر] وكان أكبر إخوته وكان أبوه شديد المحبة له والبر به والاِشفاق عليه. عند موته حُمل على رقاب الرجال إلى أبيه في المدينة حتى دفن في البقيع، بينما يعتقد الإسماعيلية أنّه لم يمت في حياة أبيه، بل بعد وفاة أبيه بسنين عدة.

## الإسماعيليون
يعتقد الشيعة الإسماعيلية أن الإمامة في نسله، إذ يعتقدون أنه لم يمت في حياة أبيه وإنما أقام جعفر الصادق جنازة وهمية له حتى يُبعد نظر العباسيين عنه، وأن إسماعيل قد فر وأقام الدعوة في الستر.
لذا فهم يعتقدون أن الإمامة ليست في نسل أخيه موسى الذي استقر عليه إجماع الإمامية بعد موت جعفر، وساقوا الإمامة إلى محمد بن إسماعيل الملقب بالمكتوم.

## انظر كذلك
الإسماعيليون
| قبله: جعفر الصادق | أئمة الشيعة الإسماعيلية | بعده: محمد المكتوم |